# 島津忠広 (豊州家)
島津 忠広（しまづ ただひろ）は、戦国時代の薩摩の武将。薩摩島津氏の分家、豊州家4代当主。父は3代当主の島津忠朝。子に島津賀久（養子）、島津忠親（養子、5代）。
薩摩島津氏の分家である豊州家4代当主。3代当主、忠朝の子。天文7年（1538年）、忠朝が志布志へ移ると飫肥城を任せられる。病身のため政務は談合衆の日置美作守に一任していたといい、同9年（1540年）、日向伊東氏への抵抗勢力（長倉祐省・長倉能登守の乱）から援軍を要請されると、美作守の独断で出兵し、敗北している。
島津宗家で15代当主島津貴久と前当主島津勝久の争いが起きると勝久の重臣であった肝付兼演・本田薫親などと共謀し、天文10年（1541年）、貴久の父・島津忠良の娘婿である樺山善久を攻撃するが、忠良の家臣である伊集院忠朗により撃退されている。同12年（1543年）には伊東義祐が攻勢を強め、日向にある島津家の砦が次々と陥落。同14年（1545年）、貴久が宗家をまとめ伊集院一宇治城を居城とすると、北郷忠相とともに伊集院へ向かい貴久を薩摩守護としその指示に従うことを申し出た。
天文15年（1546年）、養子の二郎三郎賀久（島津忠隅の子）が夭逝したために北郷氏より忠親を養子に迎える。同18年（1549年）に家督を忠親に譲り隠居。同20年（1551年）死去。享年69。